# 1998 UH31
1998 UH31 är en asteroid i huvudbältet som upptäcktes den 18 oktober 1998 av Beijing Schmidt CCD Asteroid Program vid Xinglong-observatoriet.
Asteroiden har en diameter på ungefär 10 kilometer och den tillhör asteroidgruppen Eunomia.